# Michel van der Smissen
Théodore van der Smissen (Tongeren, 6 december 1623 – Sint-Truiden, 17 februari 1679), met kloosternaam Michel, was abt en co-heer van Sint-Truiden in het prinsbisdom Luik.

## Levensloop

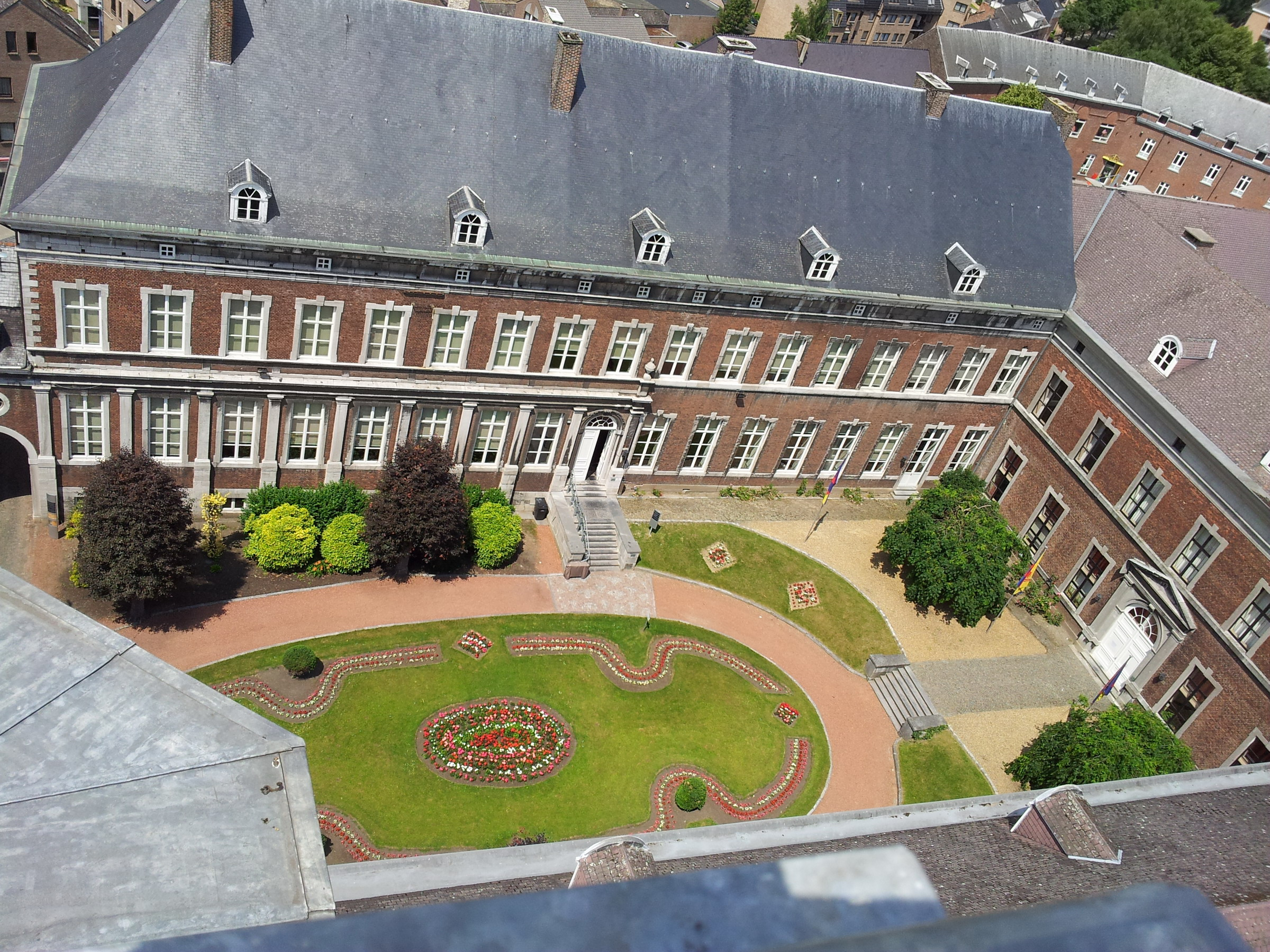
Voormalige abdij van Sint-Truiden

Van der Smissen groeide op in Tongeren, in het prinsbisdom Luik. Hij trad in in de benedictijnenabdij van Sint-Truiden eveneens in het prinsbisdom Luik gelegen (1641). Hij koos de kloosternaam Michel. Zijn studies theologie deed hij aan de Universiteit Leuven, waar hij afstudeerde als licentiaat theologie in 1647. Een jaar later werd hij tot priester gewijd en startte zijn carrière als leraar theologie in de abdij. Van 1648 tot 1662 gaf van der Smissen er les. In 1662 verwierf hij het ambt van algemeen ontvanger van de financiën van de abdij van Sint-Truiden. In 1663 verkoos het kapittel hem tot abt en een jaar later, werd hij tot abt gewijd in Luik. Van der Smissen volgde de overleden abt Hubertus van Suetendael op. Van Suetendael was de bouwheer van de barokke abdij en van der Smissen was de eerste abt die gebruik kon maken van deze rijkelijk uitgebouwde abdij. Van der Smissen bleef abt van 1664 tot zijn dood in 1679. Het ambt van abt gaf hem het wereldlijke bestuur over de stad Sint-Truiden als co-heer van Sint-Truiden. Hij deelde het bestuur met de andere co-heer van Sint-Truiden, de prins-bisschop van Luik.
Het eerste probleem dat zich aandiende was een dispuut met de aartsdiaken van Haspengouw; de aartsdiaken was een directe medewerker van de prins-bisschop van Luik. Het ging om de rechterlijke bevoegdheid in Borlo en Buvingen. In 1667 kreeg abt van der Smissen gelijk in Luik. Vrijwel meteen kwam het tot een dispuut met het stadsbestuur van Sint-Truiden. De stedelingen hadden zich verenigd in twee milities, de witten en de gelen. Dezen bevochten niet alleen mekaar, ze vielen ook reizigers en stedelingen aan. Van der Smissen kreeg de anarchie moeizaam onder controle, namelijk pas nadat hijzelf een militie opgericht had. Hij kreeg ook hulp van de prins-bisschop, om de witte en gele milities te verjagen uit de stad. De kalmte in de stad keerde terug, maar voor korte tijd (1670).
In 1672 stonden de Franse troepen voor de poorten van Sint-Truiden, alsook de Zonnekoning zelf. Van der Smissen ontving Lodewijk XIV in zijn abdij. De Hollandse oorlog bracht immers Franse troepen in het prinsbisdom Luik. Zij waren op doortocht naar de Republiek der Verenigde Nederlanden. Zowel Staatse troepen als Franse troepen plunderden de streek van Sint-Truiden (1672). Nadien plunderden Spaanse troepen uit de Spaanse Nederlanden, gevolgd door Rooms-Duitse troepen het land (1674). In 1675 liet koning Lodewijk XIV de stadsmuren van Sint-Truiden afbreken; van der Smissen smeekte hem nochtans de stadswallen te laten staan, doch tevergeefs. Na aftocht van de Franse genietroepen snelden Staatse troepen naar Sint-Truiden en bezetten de abdij (eind 1675). In 1676 liet Willem III van Oranje Van der Smissen oppakken alsook twee andere monniken. Willem III eiste namelijk van de prins-bisschop van Luik 100.000 rijksdaalders teneinde de oorlogsvoering te bekostigen. De drie gijzelaars uit de abdij waren voor Willem III een goede pasmunt in zijn eis bij de prins-bisschop. Na een tocht van 2 weken bereikten Staatse soldaten met de drie monniken Bergen op Zoom. De drie monniken verbleven daar in de gevangenis (1676). Na vier maanden kwamen ze vrij na betaling van een eerste schijf van 10.000 rijksdaalders. Van der Smissen spoedde zich van Bergen op Zoom naar zijn abdij in Sint-Truiden (1676); de abdij was ondertussen verlaten door Staatse soldaten.
Nadien werd abt Van der Smissen ziek. Hij stierf in 1679, in volledige uitputting. Voor zijn grafmonument stelde hij het volgende grafschrift op: Dat God hem (Van der Smissen) de rust in de eeuwige zaligheid schenke, een rust die hij hier (op aarde) niet gevonden heeft. Dit is een vertaling van zijn Latijnse zin: Ut ei quam hic non invenit requiem Deus in aeterna beatitudine largiatur. Hij werd begraven in de abdij.